# Ulrike Rauh

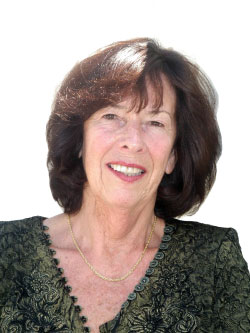
Ulrike Rauh

Ulrike Rauh (* 1941 in Nürnberg) ist eine deutsche Schriftstellerin und Malerin.

## Werdegang und Wirken
Ulrike Rauh studierte Germanistik, Anglistik und Theaterwissenschaften. In ihren Werken als freischaffende Autorin konzentriert sie sich auf Kurzerzählungen und belletristische Reiseliteratur. Insbesondere ihre Aufenthalte in Italien liefern Motive für ihre Bücher wie auch für ihre Malereien. Ihr Buch Zwölf Spaziergänge durch Venedig wurde unter dem Titel Dodici passeggiate veneziane ins Italienische übersetzt und hat Aufnahme in der venezianischen Bibliothek Biblioteca della Fondazione Querini Stampalia gefunden. Ein weiteres Buch mit dem Titel Spaziergänge durch Rom ist in der Casa di Goethe in Rom vertreten.
Rauh ist Mitglied des Autorenverbandes Franken, der Neuen Gesellschaft für Literatur Erlangen und der Dante Alighieri Gesellschaft Nürnberg.

## Veröffentlichungen (Auswahl)
- Ein schwarzer Flügel in Florenz – Reiseerzählungen auf den Spuren der Musik, edition karo, 2024, ISBN 978-3-945961-35-3
- Theater laden ein – Historie und Anekdoten weltberühmter Opernhäuser und Theater, edition karo, 2023, ISBN 978-3-945961-30-8
- Kaffeehäuser erzählen – Auf den Spuren der Kaffeehauskultur, edition karo, ISBN 978-3-945961-22-3
- Von Venedig nach Syrakus, edition karo, 2021, ISBN 978-3-945961-19-3
- Spaziergänge in Bologna, Wiesenburg Verlag, 2020, ISBN 978-3-95632-991-3
- Triest – Entdeckung einer Stadt, Wiesenburg Verlag, 2017, ISBN 978-3-95632-588-5
- Spaziergänge in Verona, Wiesenburg Verlag, 2016, ISBN 978-3-95632-385-0
- Mailand – Gesichter einer Stadt, Wiesenburg Verlag, 2014, ISBN 978-3-95632-253-2
- Unterwegs in Sizilien, Wiesenburg Verlag, 2013, ISBN 978-3-943528-05-3
- Spaziergänge durch Rom, Wiesenburg Verlag, 2011, ISBN 978-3-942063-97-5
- Faszination Chile, Wiesenburg Verlag, 2010, ISBN 978-3-942063-44-9
- Spaziergänge in Neapel und auf Ischia, Wiesenburg Verlag, 2008, ISBN 978-3-940756-42-8
- Fünfzehn Spaziergänge durch Florenz, Wiesenburg Verlag, 2006, ISBN 978-3-939518-03-7
- Kleine Galerie – 24 Erzählungen, Wiesenburg Verlag, 2005, ISBN 3-937101-72-1
- Zwölf Spaziergänge durch Venedig, Wiesenburg Verlag, 2003, ISBN 978-3-932497-96-4 (ins Italienische übersetzt als: Dodici passeggiate veneziane, Italiana Press Edizioni, 2007, ISBN 978-88-89761-20-5)
- Fremde Stimmen – Kurzerzählungen, Wiesenburg Verlag, 2002, ISBN 3-932497-60-0